# Acaciella bicolor
Acaciella bicolor är en ärtväxtart som beskrevs av Nathaniel Lord Britton och Joseph Nelson Rose. Acaciella bicolor ingår i släktet Acaciella och familjen ärtväxter. Inga underarter finns listade i Catalogue of Life.